# Lletra d'or
De Lletra d'Or oftewel Gouden Letter is een Catalaanse literatuurprijs, die in 1956 voor het eerst werd uitgereikt.
Het was in die tijd een gedurfd initiatief, omdat onder de franquistische dictatuur de literatuur in het Catalaans  aan hevige censuur onderworpen was, omdat de taal als bedreiging voor de eenheid van de Spaanse staat beschouwd werd. De prijs werd in 1956 voor het eerst toegekend door een groepje literaire vrienden, los van elke uitgeverij of instelling, voor de, in hun ogen, beste publicatie van het voorgaande jaar.
Aan de prijs is geen geldsom verbonden. De winnaar of winnares krijgt een button met de Griekse letter "phi" (Φ) als symbool van evenwicht, naar een ontwerp van Manuel Capdevila i Massana. De eerste jury bestond uit Enric Badosa, Maria Aurèlia Capmany i Farnés, Josep Maria Castellet, Antoni Comas, Fèlix Cucurull, Gonçal Lloveras, Joan Teixidor, Frederic-Pau Verrié en Antoni Vilanova.
Het juryreglement is vrij beknopt. Een auteur kan de prijs maar één keer ontvangen. Een jurylid mag voor de laatste keer jureren in het jaar dat hij of zij vijftig wordt en mag hoogstpersoonlijk zijn opvolger aanduiden.
Het is gebruikelijk maar niet verplicht dat de uitgeverij de winnaar samen met de jury voor een smakelijk avondmaal uitnodigt. Tijdens de maaltijd overhandigt een vertegenwoordiger van de juweliersfamilie Capdevila de button aan de winnaar. Zonder verplichting hoopt de jury dat de uitgever de prijs ge- en misbruikt om de winnaar vooruit te helpen, hetzij met een geldsom, hetzij met een herdruk van het boek. In Catalonië wordt de prijs beschouwd als een van de meest prestigieuze literaire onderscheidingen. De prijs heeft iets informeels en origineels en kan wegens die onafhankelijkheid van uitgevers of overheden op veel sympathie bogen.

## Winnaars
- 1956: Salvador Espriu i Castelló met Final del laberint
- 1957: Josep Pla i Casadevall met Barcelona
- 1958: Josep Carner i Puig-Oriol met Absència
- 1959: Ramon d'Abadal i de Vinyals met Els primers comtes catalans
- 1960: Clementina Arderiu met És a dir
- 1961: Josep Vicenç Foix met Onze Nadals i un Cap d'Any
- 1962: Joan Oliver (Pere Quart) met Vacances pagades
- 1963: Joan Fuster i Ortells met Nosaltres els valencians
- 1964: Josep Benet i Morell met Maragall i la Setmana Tràgica
- 1965: Jordi Rubió met La cultura catalana, del Renaixement a la Decadència
- 1966: Manuel de Pedrolo met Cendra per Martina
- 1967: Gabriel Ferrater met Teoria dels cossos
- 1968: Marià Manent met Com un núvol lleuger
- 1969: Xavier Rubert de Ventós met Teoria de la sensibilitat
- 1970: Joan Teixidor met Quan tot es trenca
- 1971: Alexandre Cirici met L'art català contemporani
- 1972: Joan Coromines i Vigneaux met Lleures i converses d'un filòleg
- 1973: Maurici Serrahima met Del passat quan era present
- 1974: Joan Vinyoli met I encara les paraules
- 1975: Vicent Andrés Estellés met Les pedres de l'àmfora
- 1976: Mercè Rodoreda met Mirall trencat
- 1977: Miquel Martí i Pol met El llarg viatge
- 1978: Pere Gimferrer met L'espai desert
- 1979: Pere Calders met Invasió subtil i altres contes
- 1980: Miquel Batllori met A través de la història i de la cultura
- 1981: Joan Brossa met Rua de llibres
- 1982: Josep Maria Llompart met La capella dels Dolors i altres poemes
- 1983: Josep Nadal i Modest Prats i Domingo met Història de la llengua catalana
- 1984: Xavier Benguerel met Appassionata
- 1985: Joan Francesc Mira met Crítica de la nació pura[5]
- 1986: Maria Àngels Anglada met Sandàlies d'escuma
- 1987: Feliu Formosa met Semblança
- 1988: Blai Bonet met El jove
- 1989: Josep M. Castellet met Els escenaris de la memòria
- 1990: Jordi Sarsanedas met Fins a un cert punt
- 1991: Francesc Parcerisas met Triomf del present
- 1992: Narcís Comadira met En quarantena
- 1993: Terenci Moix met El sexe dels àngels
- 1994: Ramon Solsona i Sancho met Les hores detingudes
- 1995: Carme Riera i Guilera met Dins el darrer blau
- 1996: Joaquim Molas met Obra crítica I
- 1997: Jaume Cabré met L'ombra de l'eunuc
- 1998: Josep Palau i Fabre met Estimat Picasso
- 1999: Martí de Riquer i Morera met Quinze generacions d'una família catalana
- 2000: Quim Monzó met Vuitanta-sis contes
- 2001: Màrius Serra met Verbàlia
- 2002: Baltasar Porcel met L'emperador o l'ull del vent
- 2003: Montserrat Abelló met Al cor de les paraules
- 2004: Emili Teixidor met Pa negre
- 2005: Empar Moliner met T'estimo si he begut
- 2006: Josep Maria Espinàs met A peu per Mallorca
- 2007: Sergi Pàmies met Si menges una llimona sense fer ganyotes
- 2008: Lluïsa Cunillé met Après moi, le déluge[6]
- 2009: Julià Guillamon met El dia revolt: literatura catalana de l'exili
- 2010: Joan Daniel Bezsonoff met Una educació francesa
- 2011: Jordi Puntí met Maletes perdudes[7]
- 2012: Perejaume met Pagèsiques[8][9]
- 2013 Josep Pedrals met El romanço d'Anna Tirant
- 2014 Joan-Lluís Lluís met Les cròniques del déu coix
- 2015 Mireia Calafell met Tantes mudes
- 2016 Màrius Sampere met L'esfera insomne
- 2017 Lluís Solà i Sala met Poesia Completa
- 2018 Jordi Llavina met Ermita
- 2019 Enric Casasses met El nus la flor